# Thành, Tấn Thành
Thành (chữ Hán giản thể: 城区, âm Hán Việt: Thành khu) là một quận thuộc địa cấp thị Tấn Thành, tỉnh Sơn Tây, Cộng hòa Nhân dân Trung Hoa. Quận Thành có diện tích 141 km², dân số năm 2003 là 280.000 người. Quận Thành được chia thành 7 nhai đạo biện sự xứ: Tây Thượng Trang, Chung Gia Trang, Đông Nhai, Nam Nhai, Tây Nhai, Bắc Nhai, Khoáng Khu và 1 trấn Bắc Thạch Điếm.